# Валентін Блаттнер
Валентин Блаттнер — швейцарський генетик винограду, селекціонер винограду та винороб гір Юра.
Мрії вивести стійкі форми винограду були у нього ще з юності. Блаттнер проводив дослідження та селекцію стійкого до хвороб винограду у 1980-х роках З 1991 року він має розплідник. Він найбільш відомий тим, що у 1991 році розробив блан Каберне у своєму розпліднику Сойєр. Він схрестив сорти вініфери з іншими підвидами. Вони з тих пір стали називатися «блаттнерами». Відрахування за ліцензійну продаж сортів дозволяють йому бути фінансово незалежним. Баттнер має посаду в Інституті екології та селекції винограду у Швейцарії.

## Сорти, створені або розмножені
- Birstaler Маскет (а Вакх х Seyval Blanc схрещування)[5]
- Каберне блан (схрещування Каберне Совіньйон х Резистенцпартнер)
- Каберне Юра (червоний виноградний перехід Каберне Совіньйон х Резистенцпартнер)
- Кабаре нуар схрещування Каберне Совіньйон з невідомим сортом)[6]
- Кабертен (інший переїзд Каберне Совіньйон х Резистенцпартнер)[7]
- Пінотин (перетин Каберне Совіньйон х Резистенцпартнер)[8]
- Резель (ще одна переправа Бахус х Сейвал)[9]
- Епікур (перехід Каберне Совіньйон х
- Маленька Майло (невідомо х перехрестя Resistenzpartner), вирощена в Британській Колумбії та Новій Шотландії, Канада
- Резистенцпартнер), вирощений в Британській Колумбії, Канада, названий на честь Вікторіанського Епікуру, компанія у Вікторії до нашої ери, яка надала значну підтримку в розвитку хрестів Блаттнера в Канаді
- Каберне Фош (перетин Каберне Совіньйон х Фош) вирощується в Британській Колумбії та Новій Шотландії, Канада
- Аміель (Каберне Совіньйон х Резистенцпартнер), що вирощується в Британській Колумбії, Канада. Ранньостиглий білий виноград дозріває приблизно в той самий час, що і Ортега, в прибережному кліматі до нашої ери.